# روزنامه‌نگاری بصری
روزنامه‌نگاری بصری (انگلیسی: Visual journalism) فعالیتی از ترکیب کلمات با تصاویر برای انتقال اطلاعات است.
روزنامه‌نگاری بصری روی نظریهٔ شتاب در تغییر و اینکه گاهی کلمات نمی‌تواند با مفهوم هماهنگ باشند، فرض شده است.
روزنامه‌نگاری بصری، نمادهای قدیمی را که بین مردم رد و بدل می‌شد در خود جا می‌دهد در بین فرهنگ‌ها و زمان و مفهوم را در سطح عمیقی می‌رساند. روزنامه‌نگاری بصری شاخه‌ای از فعالیت گرافیکی است و ضبط در اتاق‌های حقوقی، کنفرانس و سازمان‌های پژوهشی از ۱۹۷۰ با رهبری دیوید سیبت آغاز شد. اما ریشه‌های آن به غارنگارهها برمی‌گردد و مربوط به کار طراحان، معماران و مهندسان است.
اخیراً تجسم تعاملی از این دسته‌ها به استفادهٔ رایج همهٔ گروه‌های دیگر منجر شده است. پدر این نوع ارتباط  روبرت هورن در دانشگاه استنفورد و نویسندهٔ کتاب زبان بصری است.